# Patronato (derecho)
Un patronato, en España, es el órgano colegiado de gobierno y representación de una fundación. Corresponde al patronato cumplir los fines fundacionales y administrar con diligencia los bienes y derechos que integran el patrimonio de la fundación, manteniendo el rendimiento y utilidad de los mismos. Los miembros del patronato se denominan patronos.

## Regulación
- Las primeras disposiciones aparecen en el Código Civil según Real Decreto de 24 de julio de 1889, en sus artículos 35.1 y 41.[3][4]
- Ley 50/2002 de 26 de diciembre de Fundaciones, Capítulo III, Gobierno de la fundación, artículos 14 a 18, BOE número 310, de 27 de diciembre.[5]
- Ley 10/2005 de 31 de mayo, de Fundaciones de la Comunidad Autónoma de Andalucía, Capítulo III, Del gobierno de las fundaciones, artículos 15 a 27, BOJA número 117, de 17 de junio.[6]

Los patronos no reciben prestación económica alguna por el desempeño de sus funciones, sin perjuicio del derecho de ser reembolsados de los gastos, debidamente justificados, que el mismo les ocasione, salvo disposición en contra del fundador.